# 出国制限措置
中華人民共和国における出国制限措置（しゅっこくせいげんそち）とは、中華人民共和国民事訴訟法の255条に規定された措置。執行手続において、被執行人に対して人民法院が出国停止を命じることができる。2008年4月1日施行の改正民事訴訟法231条に規定された（後の255条）。

## 概要
255条では、被執行人は法律文書に定めた義務を履行しない場合の措置として、「人民法院は出国制限をし、或いは関係部門に通達をして出国制限を協力要請をすることができる」ことが定められている。なお、255条は、出国制限だけでなく、信用情報システム記録及びメディアを通じた義務不履行情報の公表や、その他の措置についても同時に定められている。
最高人民法院の解釈では、出国制限される者の具体的範囲としては、被執行人が法人或いはその他の組織であった場合、法定代表人、主要な責任者のみならず、財務担当者等債務の履行に直接責任を負う者も含むとされている。

## 問題点
- 規定の対象である『法律文書に定めた義務』が曖昧で、人民法院の恣意性が高い。
- 対象者の範囲についても曖昧で、人民法院の恣意性が高い。